# James Root
James Donald Root (* 2. října 1971) je kytarista americké metalové skupiny Slipknot, dříve (do roku 2014) hrál také v Stone Sour kde s ním byl i zpěvák Corey Taylor.

## Éra Slipknot
Ke skupině se připojil při nahrávání alba Slipknot (nastoupil na místo kytaristy Joshe Brainarda).Je to nejvyšší člen skupiny, měří 198 cm. Hodně lidí si myslí, že nejvyšší je Mick, ale není to pravda. Jim od roku 2004 chodí se zpěvačkou italské kapely Lacuna Coil, Cristinou Scabbiou. Na kytaru hraje sice pravou rukou, ale ve skutečnosti je levák. Jim nahrál kdysi dávno i jedno album s jeho ex-kapelou Deadfront, které se jmenuje Nemesis.
James měl nejprve masku Joshe, později si vybral masku šaška. U té moc dlouho nezůstal a tak se vrátil k podobné, kterou měl od Joshe až na to že odstranil roh místo brady. Při desce Vol. 3: (The Subliminal Verses) Měl masku s červeným kosočtvercem kolem očí. Na desku All Hope Is Gone zvolil podobnou akorát upravenou aby vypadala obnošeně a místo světle červené si dal barvu červeno černou.
V roce 2014 byl James Root "vyhozen" ze skupiny Stone Sour. Ještě nejsou známé přesné příčiny.